# U Slepice
U Slepice är en kulle i Tjeckien. Den ligger i den östra delen av landet, 220 km sydost om huvudstaden Prag. Toppen på U Slepice är 437 meter över havet.
Terrängen runt U Slepice är platt åt nordväst, men åt sydost är den kuperad.Runt U Slepice är det ganska tätbefolkat, med 56 invånare per kvadratkilometer. Närmaste större samhälle är Vyškov, 20,0 km norr om U Slepice. Trakten runt U Slepice består till största delen av jordbruksmark.